# Vườn hoa

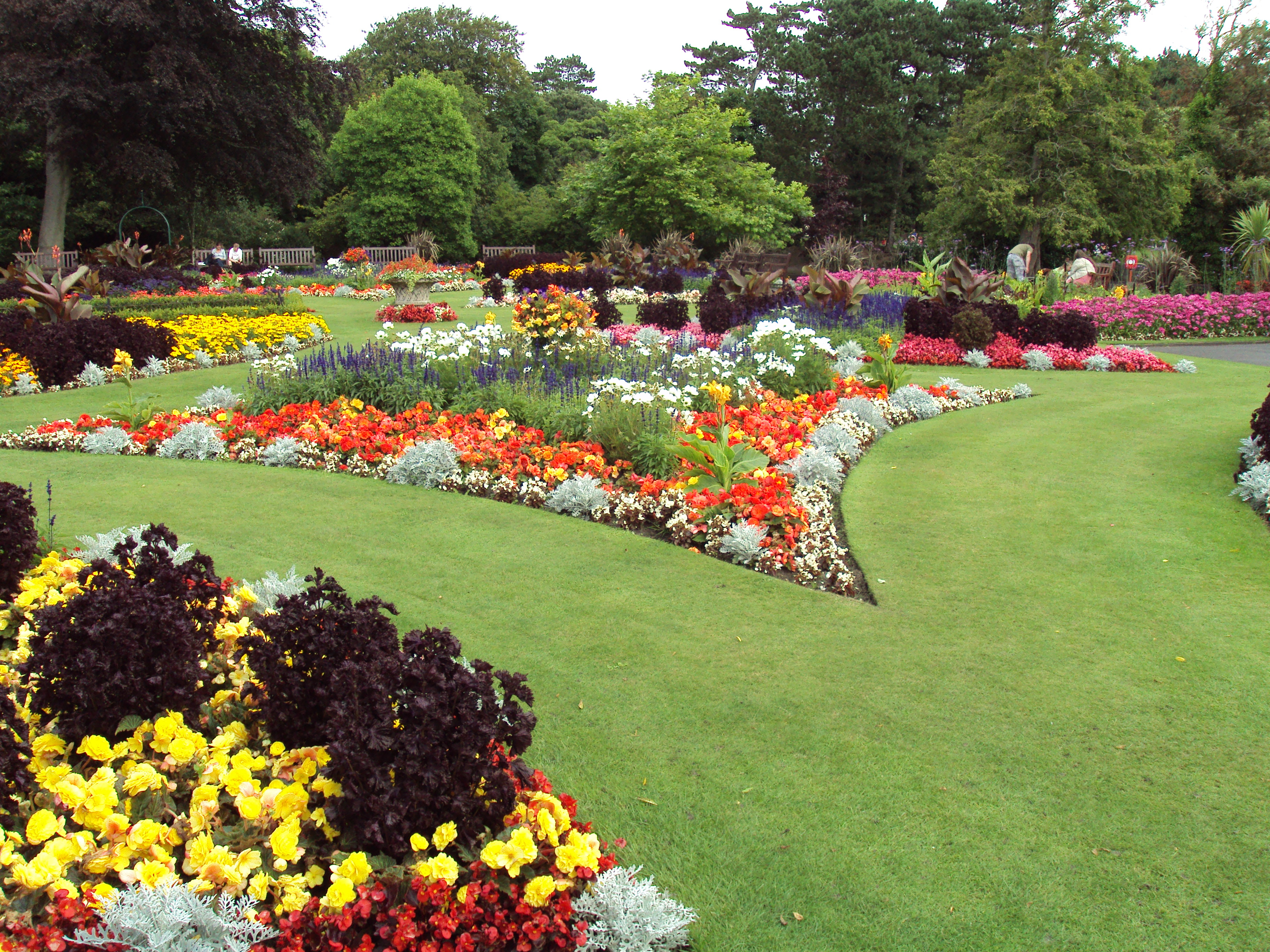
Vườn hoa tại Vườn Bách Thảo, Churchtown, Southport, Merseyside, Vương quốc Anh

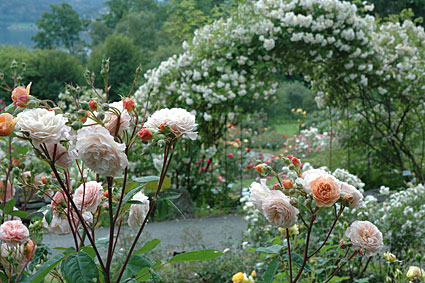
Vườn hoa ở Na Uy, Arboretum ở Bergen

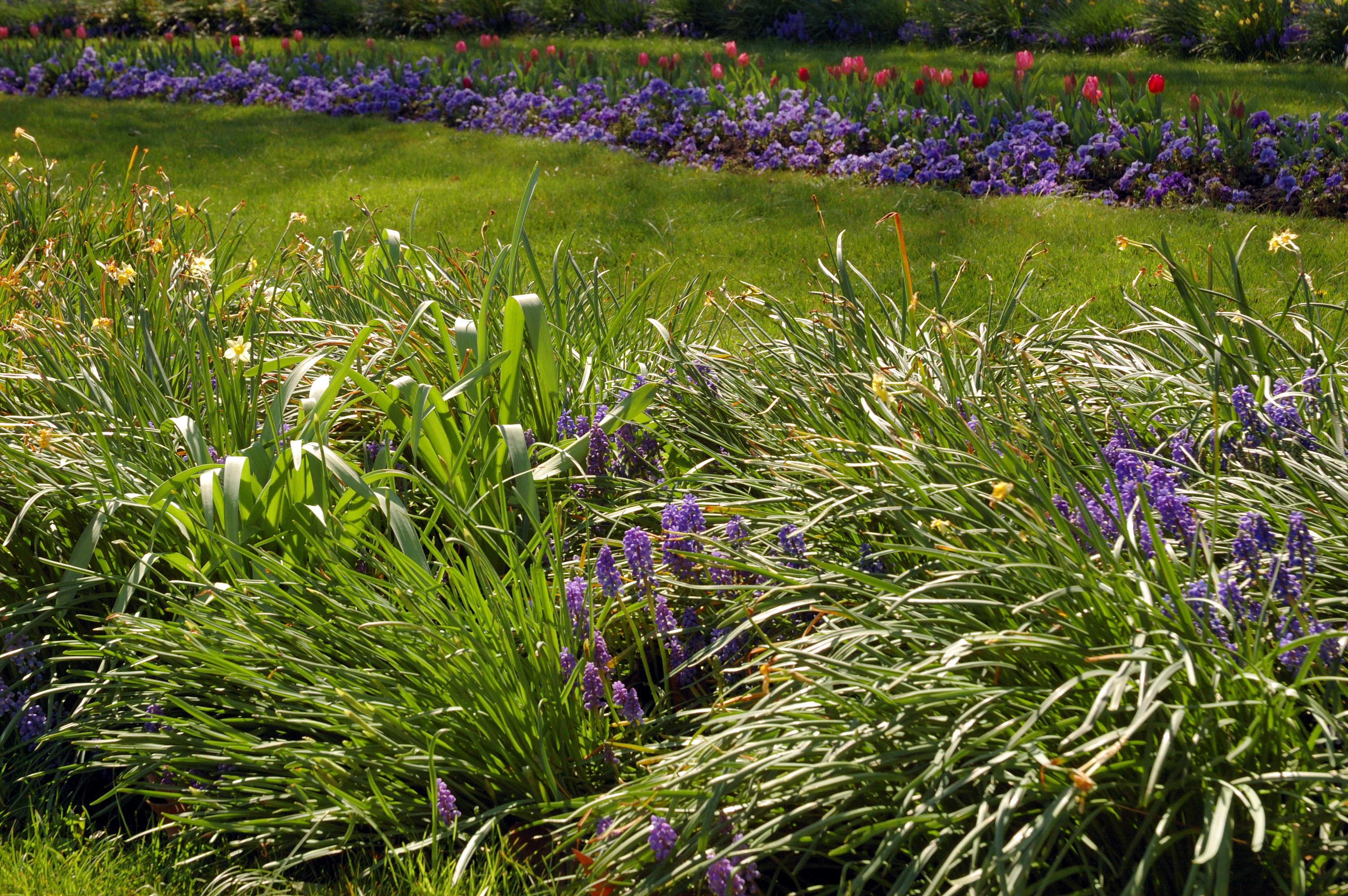
Vườn hoa kết hợp các loại cây có độ cao khác nhau, màu sắc, hình dáng và hương thơm nhằm tạo ra sự quan tâm và làm hài lòng các giác quan.

Vườn hoa (tiếng Anh: flower garden hay floral garden) là một khu vườn được dành riêng để trồng các loại hoa và thiết kế để trang trí chúng.
Bởi vì hoa nở vào những thời điểm khác nhau trong năm, và một số cây là thực vật hàng năm, chết vào mỗi mùa đông, thiết kế vườn hoa có thể xem xét việc duy trì chuỗi hoa và màu sắc phù hợp thông qua các mùa khác nhau.